# Radnička Kolonija
Radnička Kolonija je naseljeno mjesto u općini Foči, Republika Srpska, BiH. 
Prije se zvala Duga Njiva.  
Godine 1962. pripojena je naselju Miljevini (Sl. list NRBiH 47/62).

## Stanovništvo
| Narod     | Popis 1961. |
| --------- | ----------- |
| Hrvati    | 78          |
| Muslimani | 104         |
| Srbi      | 423         |
| ostali    | 173         |
| Ukupno    | 778         |